# Protéine C
Ne doit pas être confondu avec protéine C réactive.

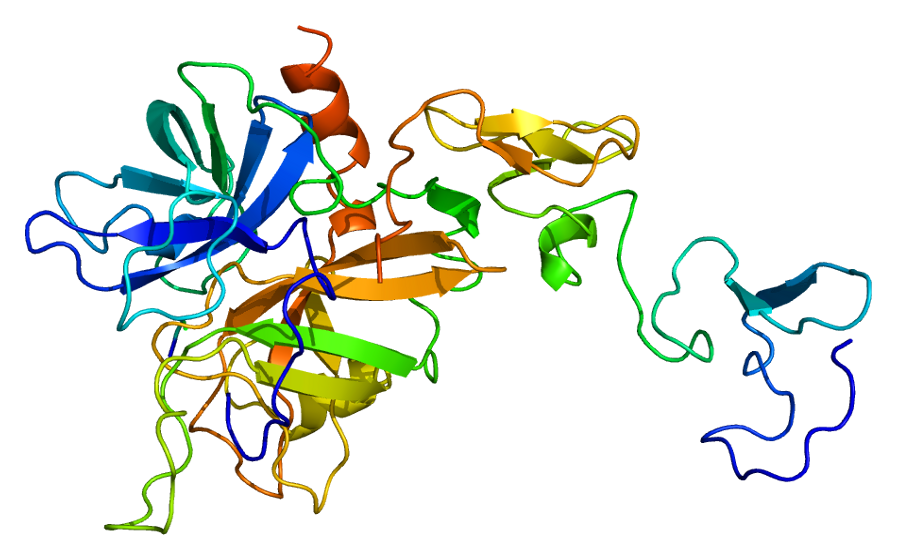
Structure tertiaire de la protéine C (PROC protein) activée humaine (déterminée par cristallographie aux rayons X)

La protéine C est une protéine dépendante de la vitamine K, elle est inhibitrice de la coagulation, par inactivation du Facteur Va et du Facteur VIIIa.
Cette enzyme (peptidase) est responsable de la fibrinolyse qui contribue notamment à la dissolution d'éventuels caillots sanguins.

## Histoire, découverte
Cette protéine a été découverte et étudiée dans le plasma sanguin de bovins, mais elle est présente chez tous les mammifères.
Elle a été décrite au milieu des années 1970. On comprend rapidement qu'elle a une action anticoagulante jouant un rôle majeur pour le système sanguin et son mécanisme d'activation compris peu après,.
Son rôle dans la régulation de l'activation de la prothrombine a été discuté et précisé dans les années 1980.

## Activation
Elle est activée par la thrombine, sous sa forme liée à la thrombomoduline, et nécessite la protéine S comme cofacteur, l'existence de cofacteur étant connue depuis les années 1960 au moins.

## Caractérisation
C'est une peptidase "vitamine K dépendante" codée par le gène 2q13-q14.

## Pathologies induites ou associées
Un déficit en protéine C provoque un état d'hypercoagulabilité.
Il en est de même en cas de résistance du Facteur V à la protéine C, maladie génétique nommée Facteur V Leiden.

## Médicament
La Drotrecogine alpha (commercialisée sous le nom de Xigris par Eli Lilly and Company) était une protéine C recombinante introduite en 2002, qui était utilisée en cas de sepsis sévère.
Elle a été retirée du marché en 2011 à la suite de nouvelles études qui n'ont pas retrouvé l'efficacité ayant initialement justifiée son autorisation de mise sur le marché.